# Diagnóstico virológico
El diagnóstico virológico, es decir, el diagnóstico de laboratorio de infecciones causadas por virus se realiza de varias formas, entre ellas:
- Cultivo celular del virus con una muestra tomada del paciente.
- Detección del virus por medio de anticuerpos.
- Detección del antígeno viral.
- Detección del material genético del virus.
- Secuenciamiento del genoma para detectar cepas virales.
- Observación de una muestra por microscopía electrónica.
- Hemaglutinación

El diagnóstico virológico ha evolucionado rápidamente debido a los avances científicos y tecnológicos de la biología molecular, así como al incremento de la sensibilidad clínica de las pruebas serológicas. 

## Muestreo
Existe una amplia variedad de muestras utilizables para el diagnóstico virológico. El tipo de muestra depende del tipo de infección viral a diagnosticar y las pruebas a realizar. La sangre se utiliza para pruebas serológicas donde, por medio de anticuerpos y antígenos, se detectan las diferentes infecciones.  El análisis de esputo, gargarismos y lavados bronquiales se utiliza para detectar virus respiratorios como la gripe. Las muestras fecales se usan para determinar la presencia de agentes causantes de gastroenteritis viral.  Otras muestras que también sirven para realizar diagnósticos, incluyen las biopsias, el líquido cefalorraquídeo y la sangre seca. 
La técnica apropiada de muestreo es esencial para evitar posibles errores en el diagnóstico virológico correspondiente.

## Cultivo celular
Al realizar un cultivo, las células infectadas manifestarán cambios morfológicos relacionados específicamente con el tipo de virus implicado.

## Detección por rastreo de anticuerpos
Cuando el sistema inmunitario entra en contacto con un virus, produce anticuerpos específicos contra el virus para evitar futuras infecciones. Esto se llama inmunidad humoral. En este mecanismo de defensa influyen principalmente dos tipos de anticuerpos: La IgM o Inmunoglobulina M, se encarga de neutralizar  efectivamente a los antígenos, pero las células del sistema inmunitario solo la producen por un corto periodo de tiempo. Es el primer tipo de inmunoglobulina sintetizada en respuesta a una infección. La IgG o Inmunoglobulina G, predomina en los fluidos corporales. La presencia de IgM en la sangre se utiliza para detectar una infección aguda; sin embargo, la presencia de IgG indica una infección recurrente. Ambos tipos de anticuerpos, pueden medirse por medio de tests de inmunidad. El rastreo de anticuerpos se realiza fácilmente gracias a la automatización del proceso.

## Detección de antígeno
La detección del antígeno viral, en tejidos y fluidos, puede realizarse por medio de la prueba llamada ELISA. Otras técnicas para el diagnóstico, se realizan por medio de la inmunohistoquímica.

## Hemaglutinación
Algunos antígenos, como los virus, se adhieren a la superficie de los eritrocitos. Los anticuerpos presentes reaccionan con el antígeno en la superficie del eritrocito, provocando la hemaglutinación.

## Detección del material genético del virus
La detección del material genético del virus (DNA o RNA) se realiza por medio de la reacción en cadena de la polimerasa o PCR.  La hibridación de los ácidos nucléicos con sondas específicas del virus resulta muy eficaz para detectar al virus implicado. Las técnicas moleculares se usan regularmente para confirmar resultados positivos que arrojan las pruebas serológicas debido a su alta sensibilidad y especificidad. Ciertas variaciones de la PCR, tales como la PCR tras transcripción inversa y la PCR en tiempo real se pueden utilizar para determinar las cargas virales en el suero del paciente. Esto a menudo es útil para monitorizar los resultados del tratamiento en casos de infección por VIH.

## Secuenciación del genoma
Algunos tipos de virus requieren técnicas especializadas en secuenciación del genoma para poder determinar el tipo de infección que se presenta en el paciente.  El genotipo viral puede dar lugar a diferentes vías de transmisión, virulencia y tratamiento. En algunos casos, las mutaciones específicas que el paciente presenta se analizan para determinar el tratamiento y la susceptibilidad a una futura infección.